# Chen Ningbiao
Chen Ningbiao († Oktober 2007) war ein chinesischer Bürgerrechtler, der nach Berichten der Menschenrechtsorganisation Chinese Human Rights Defenders (CHRD) in einem der so genannten schwarzen Gefängnisse in der südchinesischen Stadt Guangdong nach Folter gestorben ist. Ihm sei ein halbes Jahr auf Anweisung der Gefängnisleitung ärztliche Versorgung vorenthalten worden. Chen Ningbiao hatte gegen eine ungesetzliche Räumung in seinem Dorf protestiert und war verschleppt worden.